# 헐라슬레
헐라슬레(헝가리어: halászlé→어부의 국)는 헝가리의 매운 생선국이다. 주재료는 잉어나 다른 민물고기이며, 파프리카가루로 매운 맛을 낸다. 판노니아 평원 지역, 그 중에서도 티서강, 도나우강(두너강) 및 벌러톤호 근처에서 먹는 요리이다.

## 같이 보기
- 구야시레베시
- 매운탕